# Palomar 5
Palomar 5 è un ammasso globulare nella costellazione del Serpente.
Fu scoperto da Walter Baade nel 1950, e riscoperto 5 anni dopo indipendentemente da Albert George Wilson. Dopo l'iniziale appellativo di "Serpente", fu catalogato come Palomar 5.
In quest'ammasso è in atto un processo di disgregazione, a causa dell'effetto della gravità della Via Lattea; infatti molte stelle sono state strappate all'oggetto e si trovano in una corrente stellare, che ha una massa di 5000 soli e una lunghezza di 30 000 anni luce.
Nel 2021 è stato annunciato che un gruppo di ricercatori dell'Università di Barcellona ha individuato una quantità di buchi neri inaspettata (oltre il 20% della massa complessiva) per un ammasso in disgregazione. I risultati sono stati ottenuti grazie al modello simulativo N-body Simulation, che parte dalla formazione dell'ammasso, avvenuta circa 11,5 miliardi di anni fa, e si proietta fino alla fine di Palomar 5. In questa simulazione si è scoperto che nel corso del tempo le stelle sono riuscite a fuggire meglio dai buchi neri, facendo aumentare la percentuale di questi ultimi. Oltretutto le relazioni tra le stelle residue e i buchi neri ha causato effetti di fionda gravitazionale causando un'ulteriore fuga di stelle. Si prevede che alla fine della sua evoluzione l'ammasso sarà composto al 100% da buchi neri.